# György Kolonics
György Kolonics (Budapest, 24 de junio de 1972-Budapest, 15 de julio de 2008) fue un deportista húngaro que compitió en piragüismo en la modalidad de aguas tranquilas.
Participó en cuatro Juegos Olímpicos de Verano entre los años 1992 y 2004, obteniendo un total de cuatro medallas, dos de oro y dos de bronce. Ganó veintiocho medallas en el Campeonato Mundial de Piragüismo entre los años 1993 y 2007, y doce medallas en el Campeonato Europeo de Piragüismo entre los años 1997 y 2008.

## Palmarés internacional
| Juegos Olímpicos   | Juegos Olímpicos             | Juegos Olímpicos  | Juegos Olímpicos |
| Año                | Lugar                        | Medalla           | Evento           |
| ------------------ | ---------------------------- | ----------------- | ---------------- |
| 1996               | Atlanta (Estados Unidos)     | Medalla de oro    | C2 500 m         |
| 1996               | Atlanta (Estados Unidos)     | Medalla de bronce | C2 1000 m        |
| 2000               | Sídney (Australia)           | Medalla de oro    | C1 500 m         |
| 2004               | Atenas (Grecia)              | Medalla de bronce | C2 1000 m        |
| Campeonato Mundial |                              |                   |                  |
| Año                | Lugar                        | Medalla           | Evento           |
| 1993               | Copenhague (Dinamarca)       | Medalla de plata  | C1 500 m         |
| 1993               | Copenhague (Dinamarca)       | Medalla de oro    | C2 500 m         |
| 1993               | Copenhague (Dinamarca)       | Medalla de oro    | C4 1000 m        |
| 1994               | Ciudad de México (México)    | Medalla de plata  | C2 200 m         |
| 1994               | Ciudad de México (México)    | Medalla de plata  | C2 500 m         |
| 1994               | Ciudad de México (México)    | Medalla de plata  | C4 200 m         |
| 1994               | Ciudad de México (México)    | Medalla de oro    | C4 1000 m        |
| 1995               | Duisburgo (Alemania)         | Medalla de oro    | C2 200 m         |
| 1995               | Duisburgo (Alemania)         | Medalla de oro    | C2 500 m         |
| 1995               | Duisburgo (Alemania)         | Medalla de oro    | C2 1000 m        |
| 1995               | Duisburgo (Alemania)         | Medalla de oro    | C4 200 m         |
| 1995               | Duisburgo (Alemania)         | Medalla de oro    | C4 500 m         |
| 1997               | Dartmouth (Canadá)           | Medalla de oro    | C2 500 m         |
| 1997               | Dartmouth (Canadá)           | Medalla de plata  | C2 1000 m        |
| 1997               | Dartmouth (Canadá)           | Medalla de plata  | C4 200 m         |
| 1997               | Dartmouth (Canadá)           | Medalla de oro    | C4 500 m         |
| 1998               | Szeged (Hungría)             | Medalla de oro    | C2 500 m         |
| 1998               | Szeged (Hungría)             | Medalla de oro    | C4 500 m         |
| 2001               | Poznań (Polonia)             | Medalla de plata  | C1 500 m         |
| 2001               | Poznań (Polonia)             | Medalla de bronce | C1 1000 m        |
| 2002               | Sevilla (España)             | Medalla de plata  | C1 500 m         |
| 2003               | Gainesville (Estados Unidos) | Medalla de bronce | C2 1000 m        |
| 2003               | Gainesville (Estados Unidos) | 01 ! [ n 1 ]      | C4 200 m         |
| 2005               | Zagreb (Croacia)             | Medalla de plata  | C2 500 m         |
| 2005               | Zagreb (Croacia)             | Medalla de bronce | C2 1000 m        |
| 2006               | Szeged (Hungría)             | Medalla de bronce | C2 500 m         |
| 2006               | Szeged (Hungría)             | Medalla de oro    | C2 1000 m        |
| 2007               | Duisburgo (Alemania)         | Medalla de oro    | C2 500 m         |
| Campeonato Europeo |                              |                   |                  |
| Año                | Lugar                        | Medalla           | Evento           |
| 1997               | Plovdiv (Bulgaria)           | Medalla de bronce | C1 500 m         |
| 1997               | Plovdiv (Bulgaria)           | Medalla de plata  | C2 500 m         |
| 1997               | Plovdiv (Bulgaria)           | Medalla de oro    | C2 1000 m        |
| 2000               | Poznań (Polonia)             | Medalla de plata  | C4 200 m         |
| 2001               | Milán (Italia)               | Medalla de oro    | C1 500 m         |
| 2001               | Milán (Italia)               | Medalla de plata  | C1 1000 m        |
| 2002               | Szeged (Hungría)             | Medalla de plata  | C4 200 m         |
| 2004               | Poznań (Polonia)             | Medalla de oro    | C2 500 m         |
| 2005               | Poznań (Polonia)             | Medalla de plata  | C2 1000 m        |
| 2007               | Pontevedra (España)          | Medalla de bronce | C2 500 m         |
| 2007               | Pontevedra (España)          | Medalla de plata  | C2 1000 m        |
| 2008               | Milán (Italia)               | Medalla de plata  | C2 500 m         |

1. ↑  En esta prueba el equipo ruso, ganador de la medalla de oro, fue descalificado al dar positivo por dopaje el piragüista Serguei Uleguin, por lo que al equipo húngaro le fue cambiada la medalla de plata por la de oro.